# 209-klassen
209-klassen (som regel benævnt Type 209) er en klasse af dieselelektriske undervandsbåde udviklet udelukkende til eksport i slutningen af 1960'erne af Howaldtswerke-Deutsche Werft i Tyskland. Til trods for at være udviklet i Tyskland, er klassen ikke benyttet af Deutsche Marine. Klassen betegnes som en eksportsucces med 60 ubåde solgt til tretten lande.

## Udvikling
I starten af 1970'erne begyndte mange flåder verden over at søge efter erstatninger for deres ubåde fra 2. verdenskrig, leasede amerikanske og britiske ubåde. På dette tidspunkt var der kun et begrænset antal vestlige ubådsdesigns til salg, disse var dog dyre og designet til den kolde krig. Mange ubåde blev bygget specifikt til enkelte nationer såsom den franske Daphne-klasse, den britiske Oberon-klasse og Sovjetunionens Foxtrot-klasse. 209-designet, navngivet af det vesttyske forsvarsministerium som "Type 209" opfyldte derfor et behov hos mange flåder for en platform med tilstrækkelige våben og en overkommelig pris.

## Design
Klassen blev designet af "Ingenieur Kontor Lübeck" (IKL) og er baseret på tidligere tyske ubådsdesigns (især Type 206) med moderniseret udstyr. Designet er enkeltskroget og kaptajnen er i stand til at overskue hele horisonten fra periskopet. Fire batterier med 120 celler er placeret for og agten for operationsrummet på det nederste dæk og udgør omkring 25 procent af ubådens deplacement. To primære ballasttanke med hver sin trimtank sætter fartøjerne i stand til at dykke. Fremdrivningen foregår med en MTU dieselmotor, fire AEG dieselgeneratorer samt en AEG elektromotor.

## Bevæbning
Type 209 er bevæbnet med 8 styk 533 mm torpedorør og kapacitet til 14 torpedoer. Grækenland, Sydkorea og Tyrkiets ubåde kan desuden bevæbnes med UGM-84 Harpoon missiler. De sydkoreanske skibe kan desuden medbringe op til 28 miner i stedet for torpedoer eller Harpoon, indiske ubåde kan medbringe 24 miner eksternt.
Ubådene kan bevæbnes med en lang række af torpedoer afhængig af nationen der opererer ubåden. Størstedelen benytter en torpedo der kan engagere både undervands- og overflademål (Chile, Colombia, Ecuador, Grækenland, Indien, Indonesien, Sydkorea) eller rene overfladetorpedoer (Argentina, Peru, Venezuela samt Tyrkiets Atilay-klasse). Ubådene kan også benytte Mk. 24 Tigerfish torpedoer (Brasilien og Tyrkiets Preveze-klasse), DM2A4 (Tyrkiets Gür-klasse), eller Mk. 37 torpedoer (Argentina).
Brasiliens ubåde skal efter planen modtage et nyt kampinformationssystem fra Lockheed Martin der gør dem i stand til at benytte den amerikanske Mk. 48 ADCAP torpedo.

## Varianter
Der er bygget fem varianter af klassen:
- Type 209/1100
- Type 209/1200
- Type 209/1300
- Type 209/1400
- Type 209/1500
- (U-209PN bestilt af Marinha Portuguesa er reelt set en Type 214.[7]

Klassen er blevet ganske modificeret og opgraderet gennem tiden med nye hovedmotorer, aircondition og elektronik for at sikre et moderne produkt. Deplacementet er i enkelte varianter øget med næsten 50 % fra udgangspunktet på grund af alt det ekstra udstyr, forbedrede forhold for besætningen og øget rækkevidde.
Thomson-klassen, som blev bygget til Armada de Chile fik installeret yderligere nødsluser i torpedo- og maskinrum. Der blev installeret yderligere en nødsluse i tårnet. Disse ubåde blev desuden udstyret med længere periskoper og master grundet regionale strøm- og bølgeforhold.
Den brasilianske Tikuna-klasse er en modificeret Type 209/1400. Båden er 85 centimeter længere end originale designs og er udstyret med en bedreydende dieselmotor, en anden elektromotor, batterier, elektronok og sensorer.
Shishumar-klassen, bygget til Bhāratīya Nau Senā har en specialdesignet nødsluse med plads til hele besætningen. Nødslusen har en iltforsyning til otte timer.
Sabalo-klassen fra Venezuela blev forlænget på det tyske værft HDW under en modernisering i starten af 1990'erne. Den forøgede længde skyldes installationen af en ny sonar, den samme sonar som på 206-klassen.
Mellem 2004 og 2005, undergik den indonesiske ubåd Cakra en midtlivsopdatering ved Daewoo Shipbuilding & Marine Engineering i Sydkorea. Midtlivsopdateringen betød nye batterier, renoverede motorer og et moderniseret kampinformationssystem. I 2009 vandt Daewoo kontrakten på at midtlivsopdatere den anden indonesiske ubåd i klassen, Nanggala, der efter planen skal være færdig til juli 2011. Daewoo tilbyder desuden at konstruere to modificerede Chang Bogo-klasse ubåde til Indonesien. Aftalen er efter sigende 700 millioner amerikanske dollar værd. Sydkorea er nu det andet land udover Tyskland der tilbyder konstruktionen af 209-klassen.
Ubådene er forberedt til at kunne installere nyere luftuafhængige fremdrivningssystemer (AIP), såsom eksempelvis stirlingmotorern. De første skibe der modtog sådan et system var den græske Poseidon-klasse under Neptun II opdateringsprogrammet. De skulle alle være opgraderet ved at skære båden over lige agten for kontrolrummet for at indsætte en seks meter sektion med et 120 kW Siemens AIP-sstem. Programmet blev dog annulleret i 2009 da man valgte at satse på to nye ubåde af den nyere Type 214, dog nåede Okeanos (S118) at få installeret systemet.
Dolfin-klassen, bygget til Heyl Ha'Yam, er baseret på Type 209, så forskellig fra det oprindelige design at der reelt er tale om en helt anden skibsklasse.

## Tjeneste
Lande der benytter 209-klassen udgøres af Argentina, Brasilien, Chile, Colombia, Ecuador, Grækenland, Indien, Indonesien, Peru, Sydafrika, Sydkorea, Tyrkiet og Venezuela. Alle de leverede ubåde i klassen er stadig i tjeneste bortset fra den argentinske ARA San Luis (S32) der blev skrottet i 1997 efter et længerevarende værftsophold. Iran havde planlagt at indkøbe seks ubåde af klassen, dette blev dog droppet af ayatollah Kohmeini i 1979.
Den første bruger af ubådene blev Polemikó Naftikó, som købte fire Type 209/1100 og fire Type 209/1200.
Türk Deniz Kuvvetleri er den største aftager af ubådene i klassen med seks Type 209/1200 ubåde (indgået mellem 1976 og 1990) samt otte Type 209/1400 (indgået i perioden 1994-2007). Lige nu har den tyrkiske flåde altså den største tyskproducerede ubådsflåde i verden.
Tre nye Type 209/1400 ubåde blev leveret til Sydafrika i 2006 med et prisskilt på 285 millioner US-dollar per styk.
209-klassen bliver i de fleste af brugernes flåder suppleret eller erstattet af andre nyere udenlandske ubådsdesigns. Argentina bestilte adskillige TR-1700 ubåde i løbet af 1980'erne. Kilo-klassen blev indkøbt af Indien i 1980'erne og Indonesien overvejer for tiden også at investere i klassen. Chile har tilføjet Scorpène-klassen mens Brasilien og Indien har bestilt ubåde af denne klasse, disse er under konstruktion. Sydkorea har bygget sin Son Won-il klasse, en licensbygget 214-klasse. Tyrkiet står til at erstatte sine ubåde af Atilay-klassen med den nyere Type 214 ubåd. Også i Grækenland er den aldrende Glaukos-klasse blevet erstattet af Papanikolis-klassen, Type 214.

## Varianter
|                         | 1100                                                                      | 1200                                                                      | 1300                                                                      | 1400                                                                      | 1500                                                                      |
| ----------------------- | ------------------------------------------------------------------------- | ------------------------------------------------------------------------- | ------------------------------------------------------------------------- | ------------------------------------------------------------------------- | ------------------------------------------------------------------------- |
| Deplacement (neddykket) | 1.207 tons                                                                | 1.285 tons                                                                | 1.390 tons                                                                | 1.586 tons                                                                | 1.810 tons                                                                |
| Dimensioner             | 54,1×6,2×5,9 meter                                                        | 55,9×6,3×5,5 meter                                                        | 59,5×6,2×5,5 meter                                                        | 61,2×6,25×5,5 meter                                                       | 64,4×6,5×6,2 meter                                                        |
| Diameter på formskroget | 6,8 m                                                                     | 6,8 m                                                                     | 6,8 m                                                                     | 6,8 m                                                                     | 6,8 m                                                                     |
| Fremdrivning            | Dieselelektrisk, 4 dieselmotorer, 1 aksel                                 | Dieselelektrisk, 4 dieselmotorer, 1 aksel                                 | Dieselelektrisk, 4 dieselmotorer, 1 aksel                                 | Dieselelektrisk, 4 dieselmotorer, 1 aksel                                 | Dieselelektrisk, 4 dieselmotorer, 1 aksel                                 |
| Fremdrivning            | 5.000 Hk                                                                  | 5.000 Hk                                                                  | 5.000 Hk                                                                  | 5.000 Hk                                                                  | 6.100 Hk                                                                  |
| Fremdrivning            | 4× batterier (120 celler)                                                 | 4× batterier (120 celler)                                                 | 4× batterier (120 celler)                                                 | 4× batterier (120 celler)                                                 | 4× batterier (132 celler)                                                 |
| Hastighed (uddykket)    | 11 knob                                                                   | 11 knob                                                                   | 11 knob                                                                   | 11 knob                                                                   | 11,5 knob                                                                 |
| Hastighed (neddykket)   | 21,5 knob                                                                 | 21,5 knob                                                                 | 21,5 knob                                                                 | 22 knob                                                                   | 22,5 knob                                                                 |
| Rækkevidde (uddykket)   | 11.000 sømil (ved 10 knob)                                                | 11.000 sømil (ved 10 knob)                                                | 11.000 sømil (ved 10 knob)                                                | 11.000 sømil (ved 10 knob)                                                | 11.000 sømil (ved 10 knob)                                                |
| Rækkevidde (snorkel)    | 8.000 sømil (ved 10 knob)                                                 | 8.000 sømil (ved 10 knob)                                                 | 8.000 sømil (ved 10 knob)                                                 | 8.000 sømil (ved 10 knob)                                                 | 8.000 sømil (ved 10 knob)                                                 |
| Rækkevidde (neddykket)  | 400 sømil (ved 4 knob)                                                    | 400 sømil (ved 4 knob)                                                    | 400 sømil (ved 4 knob)                                                    | 400 sømil (ved 4 knob)                                                    | 400 sømil (ved 4 knob)                                                    |
| Udholdenhed             | 50 dage                                                                   | 50 dage                                                                   | 50 dage                                                                   | 50 dage                                                                   | 50 dage                                                                   |
| Testdybde               | 500 meter                                                                 | 500 meter                                                                 | 500 meter                                                                 | 500 meter                                                                 | 500 meter                                                                 |
| Bevæbning               | 8× 533 mm torpedorør til: - 14 torpedoer, eller: - UGM-84 Harpoon - Miner | 8× 533 mm torpedorør til: - 14 torpedoer, eller: - UGM-84 Harpoon - Miner | 8× 533 mm torpedorør til: - 14 torpedoer, eller: - UGM-84 Harpoon - Miner | 8× 533 mm torpedorør til: - 14 torpedoer, eller: - UGM-84 Harpoon - Miner | 8× 533 mm torpedorør til: - 14 torpedoer, eller: - UGM-84 Harpoon - Miner |
| Besætning               | 31                                                                        | 33                                                                        | 33                                                                        | 30                                                                        | 36                                                                        |

## Skibe og klasser
| Klasse                | Type             | Pennant          | Navn                 | Indgået          | Noter                                                                                       |                  |                  |
| Argentinas flåde      | Argentinas flåde | Argentinas flåde | Argentinas flåde     | Argentinas flåde | Argentinas flåde                                                                            | Argentinas flåde | Argentinas flåde |
| --------------------- | ---------------- | ---------------- | -------------------- | ---------------- | ------------------------------------------------------------------------------------------- | ---------------- | ---------------- |
| Salta-klassen         | 1100             | S31              | Salta                | 1974             | Blev levetidsforlænget i perioderne 1988-1995 og 2004-2005                                  |                  |                  |
| Salta-klassen         | 1100             | S32              | San Luis             | 1974             | Udgået i 1997 efter værftsbesøg                                                             |                  |                  |
| Brasiliens flåde      |                  |                  |                      |                  |                                                                                             |                  |                  |
| Tupi-klassen          | 1400             | S30              | Tupi                 | 1989             | Udstyres med nyt kampinformationssystem                                                     |                  |                  |
| Tupi-klassen          | 1400             | S31              | Tamoio               | 1994             | Udstyres med nyt kampinformationssystem                                                     |                  |                  |
| Tupi-klassen          | 1400             | S32              | Timbira              | 1996             | Udstyres med nyt kampinformationssystem                                                     |                  |                  |
| Tupi-klassen          | 1400             | S33              | Tapajó               | 1999             | Udstyres med nyt kampinformationssystem                                                     |                  |                  |
| Tupi-klassen          | 1400mod          | S34              | Tikuna               | 2005             | Modificeret Type 209/1400                                                                   |                  |                  |
| Chiles flåde          |                  |                  |                      |                  |                                                                                             |                  |                  |
| Thomson-klassen       | 1300L            | SS-20            | Thomson              | 1984             | Forventes levetidsforlænget 2011                                                            |                  |                  |
| Thomson-klassen       | 1300L            | SS-21            | Simpson              | 1984             | Levetidsforlænget i 2009                                                                    |                  |                  |
| Colombias flåde       |                  |                  |                      |                  |                                                                                             |                  |                  |
| Pijao-klassen         | 1200             | S28              | Pijao                | 1975             | Levetidsforlænget 2009-2011                                                                 |                  |                  |
| Pijao-klassen         | 1200             | S29              | Tayrona              | 1975             | Levetidsforlænget 2009-2011                                                                 |                  |                  |
| Ecuadors flåde        |                  |                  |                      |                  |                                                                                             |                  |                  |
| Shyri-klassen         | 1300             | S101             | Shyri                | 1977             | Er under et større værftsophold efter tsunamien i Talcahuano, samtidig levetidsforlængelse. |                  |                  |
| Shyri-klassen         | 1300             | S102             | Huancavilca          | 1978             | -                                                                                           |                  |                  |
| Grækenlands flåde     |                  |                  |                      |                  |                                                                                             |                  |                  |
| Glavkos class         | 1100             | S110             | Glavkos              | 1971             | Levetidsforlænget mellem 1993-2000, forventes at udgå i løbet af 2011                       |                  |                  |
| Glavkos-klassen       | 1100             | S111             | Nireus               | 1972             | Levetidsforlænget mellem 1993-2000                                                          |                  |                  |
| Glavkos-klassen       | 1100             | S112             | Triton               | 1972             | Levetidsforlænget mellem 1993-2000                                                          |                  |                  |
| Glavkos-klassen       | 1100             | S113             | Proteus              | 1972             | Levetidsforlænget mellem 1993-2000                                                          |                  |                  |
| Poseidon-klassen      | 1200             | S116             | Poseidon             | 1979             | Levetidsforlængelse annulleret                                                              |                  |                  |
| Poseidon-klassen      | 1200             | S117             | Amfitriti            | 1979             | Levetidsforlængelse annulleret                                                              |                  |                  |
| Poseidon-klassen      | 1200             | S118             | Okeanos              | 1979             | Levetidsforlænget 1993-2000                                                                 |                  |                  |
| Poseidon-klassen      | 1200             | S119             | Pontos               | 1979             | Levetidsforlængelse annulleret                                                              |                  |                  |
| Indiens flåde         |                  |                  |                      |                  |                                                                                             |                  |                  |
| Shishumar-klassen     | 1500             | S44              | Shishumar            | 1986             | Udstyret med avanceret nødudslusningssystem. Levetidsforlænget 1999-2005                    |                  |                  |
| Shishumar-klassen     | 1500             | S45              | Shankush             | 1986             | Udstyret med avanceret nødudslusningssystem. Levetidsforlænget 1999-2005                    |                  |                  |
| Shishumar-klassen     | 1500             | S46              | Shalki               | 1992             | Udstyret med avanceret nødudslusningssystem. Levetidsforlænget 1999-2005                    |                  |                  |
| Shishumar-klassen     | 1500             | S47              | Shankul              | 1994             | Udstyret med avanceret nødudslusningssystem. Levetidsforlænget 1999-2005                    |                  |                  |
| Indonesiens flåde     |                  |                  |                      |                  |                                                                                             |                  |                  |
| Cakra-klassen         | 1300             | 401              | Cakra                | 1981             | Levetidsforlænget 2004-2006                                                                 |                  |                  |
| Cakra-klassen         | 1300             | 402              | Nanggala             | 1981             | Forventes levetidsforlænget 2011-2012                                                       |                  |                  |
| Sydkoreas flåde       |                  |                  |                      |                  |                                                                                             |                  |                  |
| Chang Bongo-klassen   | 1200             | SS-061           | Chang Bogo           | 1993             | -                                                                                           |                  |                  |
| Chang Bongo-klassen   | 1200             | SS-062           | Lee Chun             | 1994             | -                                                                                           |                  |                  |
| Chang Bongo-klassen   | 1200             | SS-063           | Choi Museon          | 1996             | -                                                                                           |                  |                  |
| Chang Bongo-klassen   | 1200             | SS-065           | Park Wi              | 1996             | -                                                                                           |                  |                  |
| Chang Bongo-klassen   | 1200             | SS-066           | Lee Jongmu           | 1996             | -                                                                                           |                  |                  |
| Chang Bongo-klassen   | 1200             | SS-067           | Jeong Un             | 1998             | -                                                                                           |                  |                  |
| Chang Bongo-klassen   | 1200             | SS-068           | Lee Sunsin           | 2000             | -                                                                                           |                  |                  |
| Chang Bongo-klassen   | 1200             | SS-069           | Na Daeyong           | 2000             | -                                                                                           |                  |                  |
| Chang Bongo-klassen   | 1200             | SS-071           | Lee Eokgi            | 2001             | -                                                                                           |                  |                  |
| Perus flåde           |                  |                  |                      |                  |                                                                                             |                  |                  |
| Angamos-klassen       | 1200             | SS-31            | Angamos (ex-Casma)   | 1980             | Levetidsforlænget 1998                                                                      |                  |                  |
| Angamos-klassen       | 1200             | SS-32            | Antofagasta          | 1980             | Levetidsforlænget 1996                                                                      |                  |                  |
| Angamos-klassen       | 1200             | SS-33            | Pisagua (ex-Blume)   | 1982             | Overvejelser vedrørende levetidsforlængelse pågår                                           |                  |                  |
| Angamos-klassen       | 1200             | SS-34            | Chipana (ex-Pisagua) | 1983             | Overvejelser vedrørende levetidsforlængelse pågår                                           |                  |                  |
| Islay-klassen         | 1100             | SS-35            | Islay                | 1975             | Levetidsforlænget 2008                                                                      |                  |                  |
| Islay-klassen         | 1100             | SS-36            | Arica                | 1975             | Levetidsforlænget 2008                                                                      |                  |                  |
| Sydafrikas flåde      |                  |                  |                      |                  |                                                                                             |                  |                  |
| Heroine-klassen       | 1400mod          | S101             | Manthatisi           | 2006             | Erstattede Daphné-klassen                                                                   |                  |                  |
| Heroine-klassen       | 1400mod          | S102             | Charlotte Maxeke     | 2007             | Erstattede Daphné-klassen                                                                   |                  |                  |
| Heroine-klassen       | 1400mod          | S103             | Queen Modjadji I     | 2008             | Erstattede Daphné-klassen                                                                   |                  |                  |
| Türk Deniz Kuvvetleri |                  |                  |                      |                  |                                                                                             |                  |                  |
| Atilay-klassen        | 1200             | S347             | Atilay               | 1976             | Levetidsforlængelse annulleret, forventes erstattet af en 214-klassen efter 2015            |                  |                  |
| Atilay-klassen        | 1200             | S348             | Saldiray             | 1977             | Levetidsforlængelse annulleret, forventes erstattet af en 214-klassen efter 2015            |                  |                  |
| Atilay-klassen        | 1200             | S349             | Batiray              | 1978             | Levetidsforlængelse annulleret, forventes erstattet af en 214-klassen efter 2015            |                  |                  |
| Atilay-klassen        | 1200             | S350             | Yildiray             | 1981             | Levetidsforlængelse annulleret, forventes erstattet af en 214-klassen efter 2015            |                  |                  |
| Atilay-klassen        | 1200             | S351             | Doganay              | 1984             | Levetidsforlængelse annulleret, forventes erstattet af en 214-klassen efter 2015            |                  |                  |
| Atilay-klassen        | 1200             | S352             | Dolunay              | 1989             | Levetidsforlængelse annulleret, forventes erstattet af en 214-klassen efter 2015            |                  |                  |
| Preveze-klassen       | T1.1400          | S353             | Preveze              | 1994             | -                                                                                           |                  |                  |
| Preveze-klassen       | T1.1400          | S354             | Sakarya              | 1995             | -                                                                                           |                  |                  |
| Preveze-klassen       | T1.1400          | S355             | 18 Mart              | 1998             | -                                                                                           |                  |                  |
| Preveze-klassen       | T1.1400          | S356             | Anafartalar          | 1999             | -                                                                                           |                  |                  |
| Gür-klassen           | T2.1400          | S357             | Gür                  | 2003             | -                                                                                           |                  |                  |
| Gür-klassen           | T2.1400          | S358             | Canakkale            | 2005             | -                                                                                           |                  |                  |
| Gür-klassen           | T2.1400          | S359             | Burakreis            | 2006             | -                                                                                           |                  |                  |
| Gür-klassen           | T2.1400          | S360             | Birinci Inönü        | 2007             | -                                                                                           |                  |                  |
| Venezuelas flåde      |                  |                  |                      |                  |                                                                                             |                  |                  |
| Sabalo-klassen        | 1300             | S31              | Sabalo               | 1976             | -                                                                                           |                  |                  |
| Sabalo-klassen        | 1300             | S32              | Caribe               | 1977             | -                                                                                           |                  |                  |

## Billeder
- Den argentinske ubåd ARA Salta (S31) ved flådestationen i Mar del Plata.
- Den colombianske ubåd Pijao (S28) lægger til på Flådestation Mayport i Florida.
- Den sydkoreanske ubåd Nadaeyong (SS-069) under en SINKEX i 2002.
- Ubåden Lee Sunsin (SSK-068) fra Sydkorea ankommer til flådestationen i Pearl Harbor.
- CS Simpson (SS-21) liner op til at fronte for USS Arizona Memorial på vej i havn på Pearl Harbor, Hawaii.
- Sydafrikanske Charlotte Maxeke (S102), en Type 209/1400 (Heroine-klassen).